# Авіаудар по в'язниці в Сааді
21 січня 2022 року, згідно з офіційними джерелами, коаліція на чолі з Саудівською Аравією завдала авіаудару по в’язниці в Сааді, Ємен, у результаті чого загинули щонайменше 87 людей. Коаліція заперечує що проводила авіаудар.

## Передумови
З 2014 року в Ємені йде громадянська війна між визнаними ООН урядовими силами та членами руху хуситів, що призвело до втручання коаліції під керівництвом Саудівської Аравії ціль якої є поразка саме хуситів.
17 січня 2022 року безпілотник хуситів вдарив по столиці Еміратів Абу-Дабі, убивши трьох мирних жителів і викликавши міжнародне засудження.

## Авіаудар
21 січня 2022 року в результаті авіаудару по в’язниці в Сааді, загинули щонайменше 87 людей і понад 266 отримали поранення. Згідно з повідомленням, на момент нападу у в'язниці перебувало 2500 ув'язнених.

## Постраждалі
Лікарі без кордонів (MSF) стверджують, що лише до однієї лікарні доставлено близько 200 людей. Про це заявив глава агентства Ахмед Махат: «На місці авіаудару все ще багато тіл, багато людей зникли безвісти. На даний момент дуже важко знати, скільки людей було вбито, це був жахливий акт насильства».

## Наслідки
В інтерв'ю ЗМІ губернатор Саади сказав, що лікарні були завалені трупами і пораненими, а провінція, як і країна, гостро потребує будь-якого медичного обладнання, включаючи ліки. У той час лікарні в Ємені терміново потребували крові будь-якого типу.
Коаліція заперечила, що удар був націлений на центр міста, і заявила, що проінформує та поділиться деталями з Управлінням з координації гуманітарних справ у Ємені (OCHA) та Міжнародним комітетом Червоного Хреста (МКЧХ). Коаліція також заявила, що ціль у Сааді не входить до списків заборони обстрілів, узгоджених з OCHA, не підпорядковуєтся МКЧХ і не відповідає стандартам, передбаченим Третьою Женевською конвенцією щодо військовополонених.

## Реакція
Антоніу Гутерріш генеральний секретар ООН прокоментував це так: «Насильство та напруженість потрібно негайно припинити». Також розповів що напади на цивільних осіб та інфраструктуру заборонені міжнародним правом.